# Буркина-Фасо на летних Олимпийских играх 2008
Буркина-Фасо принимала участие в летних Олимпийских играх 2008 года в Пекине (Китай) в седьмой раз за свою историю, но не завоевала ни одной медали. Страну представляли три мужчины и три женщины.

## Состав сборной
Дзюдо
1. Квота 1

 Лёгкая атлетика
1. Идрисса Сану
2. Аиссата Сулама

 Плавание
1. Рене Югбаре
2. Элизабет Никьема

 Фехтование
1. Квота 1

## Результаты соревнований

### Водные виды спорта

#### Плавание
В следующий раунд на каждой дистанции проходят спортсмены, показавшие лучший результат, независимо от места, занятого в своём заплыве. Оба спортсмена из Буркина-Фасо квалифицировались на Игры, благодаря уайлд-кард от Международной федерации плавания (FINA).
Мужчины
| Дистанция                | Спортсмены  | Предварительный раунд | Предварительный раунд | Предварительный раунд | Полуфинал            | Полуфинал            | Полуфинал            | Финал                | Финал                |
| Дистанция                | Спортсмены  | Заплыв                | Результат             | Место                 | Заплыв               | Результат            | Место                | Результат            | Место                |
| ------------------------ | ----------- | --------------------- | --------------------- | --------------------- | -------------------- | -------------------- | -------------------- | -------------------- | -------------------- |
| 50 метров вольным стилем | Рене Югбаре | 2                     | 30,08                 | 92                    | Завершил выступление | Завершил выступление | Завершил выступление | Завершил выступление | Завершил выступление |

Женщины
| Дистанция                | Спортсмены       | Предварительный раунд | Предварительный раунд | Предварительный раунд | Полуфинал             | Полуфинал             | Полуфинал             | Финал                 | Финал                 |
| Дистанция                | Спортсмены       | Заплыв                | Результат             | Место                 | Заплыв                | Результат             | Место                 | Результат             | Место                 |
| ------------------------ | ---------------- | --------------------- | --------------------- | --------------------- | --------------------- | --------------------- | --------------------- | --------------------- | --------------------- |
| 50 метров вольным стилем | Элизабет Никьема | 2                     | 34,98                 | 85                    | Завершила выступление | Завершила выступление | Завершила выступление | Завершила выступление | Завершила выступление |

### Дзюдо
Женщины
| Спортсмен          | Категория | 1/16                               | 1/8                  | 1/4                  | 1/2                  | 1-й доп. раунд       | Утешит. четвертьфинал | Утешит. полуфинал    | За 3 место           | Финал                | Место                |
| Спортсмен          | Категория | Соперник Результат                 | Соперник Результат   | Соперник Результат   | Соперник Результат   | Соперник Результат   | Соперник Результат    | Соперник Результат   | Соперник Результат   | Соперник Результат   | Место                |
| ------------------ | --------- | ---------------------------------- | -------------------- | -------------------- | -------------------- | -------------------- | --------------------- | -------------------- | -------------------- | -------------------- | -------------------- |
| Конкисвинде Уелого | До 48 кг  | Кельбет Нургазина (KAZ) пор. иппон | Закончил выступление | Закончил выступление | Закончил выступление | Закончил выступление | Закончил выступление  | Закончил выступление | Закончил выступление | Закончил выступление | Закончил выступление |

### Лёгкая атлетика
Мужчины
| Спортсмен    | Вид  | Забег     | Забег | Полуфинал | Полуфинал | Четвертьфинал | Четвертьфинал | Финал     | Финал     |
| Спортсмен    | Вид  | Результат | Место | Результат | Место     | Результат     | Место         | Результат | Место     |
| ------------ | ---- | --------- | ----- | --------- | --------- | ------------- | ------------- | --------- | --------- |
| Идрисса Сану | 100м | 10,63     | 6     | Не прошёл | Не прошёл | Не прошёл     | Не прошёл     | Не прошёл | Не прошёл |

Женщины
| Спортсмен      | Вид               | Забег     | Забег | Полуфинал | Полуфинал | Финал     | Финал     |
| Спортсмен      | Вид               | Результат | Место | Результат | Место     | Результат | Место     |
| -------------- | ----------------- | --------- | ----- | --------- | --------- | --------- | --------- |
| Аиссата Сулама | 400 м с барьерами | 56,37     | 5     | 55,69     | 5         | Не прошла | Не прошла |

### Фехтование
Мужчины
| Спортсмен      | Вид   | 1/32 финала           | 1/16 финала          | 1/8 финала           | 1/4 финала           | Полуфинал            | Финал                |
| Спортсмен      | Вид   | Соперник и результат  | Соперник и результат | Соперник и результат | Соперник и результат | Соперник и результат | Соперник и результат |
| -------------- | ----- | --------------------- | -------------------- | -------------------- | -------------------- | -------------------- | -------------------- |
| Жульен Удраого | Сабля | Николя Лопес Пор 6:16 | Не прошёл            | Не прошёл            | Не прошёл            | Не прошёл            | Не прошёл            |